# Iglesia de Santa Inés (La Serena)
La Iglesia de Santa Inés es un antiguo templo católico ubicado en la intersección de las calles Diego de Almagro y Matta, en la ciudad de La Serena, Chile. Fue declarada monumento nacional de Chile, en la categoría de monumento histórico, mediante el Decreto n.º 933, del 24 de noviembre de 1977, y desde 2010 alberga un centro cultural dedicado al patrimonio religioso.

## Historia
La primera iglesia se edificó en 1678, en el lugar donde antes hubo una ermita. Este primer edificio se incendió luego del ataque en contra de la ciudad por Bartolomé Sharp en 1680. Se reconstruyó en adobe, pero el terremoto de 1730 la destruyó.
El templo definitivo se construyó en 1819, y en el año 1840 se renovó su estructura. Para 1870 se cambió su campanario lateral por uno central de doble tambor, y se agregaron dos pilastras a cada lado del portal, que le dieron un carácter neoclásico.
El terremoto de 1975 dejó con serios daños estructurales a la iglesia, por lo que se cerró al público, y se desconsagró en 1983. Se restauró en el año 2010 en marco del programa Puesta en Valor del Patrimonio, con el adobe original tratado con técnicas modernas, se recuperaron los colores de la versión de 1870, blanco para el interior y rojo para el exterior. Luego de esta intervención la iglesia no retomó sus funciones religiosas, ya que se desconsagró en el año 1983 y pasó a albergar un centro cultural dedicado al patrimonio religioso.
En la actualidad se encuentra a cargo del Departamento de Cultura del Municipio de La Serena y en ella se almacena  información de las 14 iglesias del centro histórico de ciudad y de las fiestas religiosas que se conmemoran en el país. Además, en ella se presentan obras de teatro, presentaciones, talleres, seminarios y otras actividades de diverso carácter.

## Descripción
La antigua iglesia, construida en adobe con fundación de piedra, presenta una nave rectangular con una sacristía perpendicular a la nave. Cuenta con una torre central de dos tambores, y un acceso principal con vano en arco de medio punto. A ambos lados del acceso se encuentran pilastras de piedra.

## Aspecto Constructivo
La edificación es de adobe con base de piedra; los muros tienen más de un metro de espesor; sobre ellos hay soleras atadas con canes que sobresalen. 
El perimetral oriente posee un espesor de 2 m hasta su altura media. El mayor espesor del voladizo que sobresale da cabida a cuatro pilares, de los que actualmente solo queda uno.
El piso de la nave es de madera, aunque el piso anterior puede haber sido de ladrillo.
La eliminación del techo de madera dejó al descubierto la estructura de la pares y los nudillos. El techo que en un principio fue de tejas se cambió a planchas de zinc. Toda la torre está hecha de madera.